# 北スマトラ州知事一覧
本項では、北スマトラ州知事（Gubernur Sumatera Utara）を一覧する。北スマトラ州知事は、北スマトラ州の首長である。 最初の州知事はスタン・モハマッド・アミン・ナスティオンで1948年6月1日就任。最も直近に選出された州知事はボビー・ナスティオンで2025年2月20日就任。最も長い期間務めた州知事はマラ・ハリム・ハラハップとで、1967年3月31日から1978年6月12日まで約11年間務めた。最も短い期間務めた州知事はR・サブリナで、2018年6月16日から6月22日までの僅か6日務めた。

## 州知事一覧
インドネシア民主主義連盟党
  インドネシア国民党
  マシュミ
  インドネシア共和国国軍
  インドネシア・クリスチャン党
  ゴルカル
  闘争民主党
  福祉正義党
  ナスデム党
  グリンドラ党
  無所属
| 職名 | 氏名                                         | 画像 | 出身等                       | 任期                                                       | 副知事                                                                    |
| ---- | -------------------------------------------- | ---- | ---------------------------- | ---------------------------------------------------------- | ------------------------------------------------------------------------- |
| 1    | スタン・モハマッド・アミン・ナスティオン     |      | 無所属                       | 1948年6月1日 ‐ 1949年5月17日                               | 空席                                                                      |
| 2    | フェルディナンド・ルンバン・トビン           |      | インドネシア民主主義連盟党   | 1949年5月17日 ‐ 1950年8月14日                              | 空席                                                                      |
| —    | サリミン・ルクソディハルジョ                 |      | インドネシア国民党           | 1950年8月14日 ‐ 1951年1月25日                              | 空席                                                                      |
| 3    | アブドゥル・ハキム・ハラハップ               |      | マシュミ                     | 1951年1月25日 ‐ 1953年10月23日                             | 空席                                                                      |
| (1)  | スタン・モハマッド・アミン・ナスティオン     |      | 無所属                       | 1953年10月23日 ‐ 1956年3月12日                             | 空席                                                                      |
| 4    | ザイナル・アビディン                         |      | 無所属                       | 1956年3月18日 ‐ 1960年4月1日                               | 空席                                                                      |
| 5    | ラジャ・ジュンジュンガン・ルビス             |      | 無所属                       | 1960年4月1日 ‐ 1963年4月5日                                | ラジャ・シャフナン                                                        |
| 6    | エニ・カリム                                 |      | インドネシア国民党           | 1963年4月8日 ‐ 1963年7月15日                               | ラジャ・シャフナン                                                        |
| 7    | ウルン・シテプ                               |      | インドネシア共和国国軍       | 1963年7月15日 ‐ 1965年11月16日                             | ラジャ・シャフナン                                                        |
| 8    | ルース・テラウンバヌア                       |      | インドネシア・クリスチャン党 | 1965年11月16日 ‐ 1967年3月31日                             | 空席                                                                      |
| 9    | マラ・ハリム・ハラハップ                     |      | インドネシア共和国国軍       | 1967年3月31日 ‐ 1978年6月12日                              | 空席                                                                      |
| 10   | エドワード・ウェリントン・パハラ・タンブナン |      | インドネシア共和国国軍       | 1978年6月12日 ‐ 1983年6月13日                              | 空席                                                                      |
| 11   | カハルディン・ナスティオン                   |      | インドネシア共和国国軍       | 1983年6月13日 ‐ 1988年6月13日                              | 空席                                                                      |
| 12   | ラジャ・イナル・シレガル                     |      | インドネシア共和国国軍       | 1988年6月13日 ‐ 1993年6月13日1993年6月13日 ‐ 1998年6月13日 | アリムディン・シマンジュンタクピーター・シバラニ                          |
| 13   | トゥンク・リザル・ヌルディン                 |      | ゴルカル                     | 1998年6月13日 ‐ 2003年6月13日2003年6月13日 ‐ 2005年9月5日  | アブドゥル・ワハブ・ダリムンテ ルンドゥ・パンジャイタンルドルフ・パルデデ |
| —14  | ルドルフ・パルデデ                           |      | 闘争民主党                   | 2005年9月5日 ‐ 2006年3月10日2006年3月10日 ‐ 2008年6月10日  | 空席                                                                      |
| 15   | シャムスル・アリフィン                       |      | ゴルカル                     | 2008年6月10日 ‐ 2012年11月1日                              | ガトット・プジョ・ヌグロホ                                                |
| 16   | ガトット・プジョ・ヌグロホ                   |      | 福祉正義党                   | 2013年3月14日 ‐ 2013年6月16日2013年6月16日 ‐ 2016年5月25日 | 空席トゥンク・エリー・ヌラディ                                            |
| 17   | トゥンク・エリー・ヌラディ                   |      | ナスデム党                   | 2016年5月25日 ‐ 2018年6月16日                              | 空席ヌルハジザ・マルパウン                                                |
| —    | R・サブリナ                                  |      | 無所属                       | 2018年6月16日 ‐ 2018年6月22日                              | 空席                                                                      |
| —    | エコ・スボウォ                               |      | 無所属                       | 2018年6月22日 ‐ 2018年9月5日                               | 空席                                                                      |
| 18   | エディ・ラフマヤディ                         |      | 無所属                       | 2018年9月5日 ‐ 2023年9月5日                                | ムサ・ラジェクシャ                                                        |
| —    | ハッサヌディン                               |      | 無所属                       | 2023年9月5日 ‐ 2024年6月24日                               | 空席                                                                      |
| —    | アグス・ファトニ                             |      | 無所属                       | 2024年6月24日 ‐ 2025年2月20日                              | 空席                                                                      |
| 19   | ボビー・ナスティオン                         |      | グリンドラ党                 | 2025年2月20日 ‐                                            | スリヤ                                                                    |